# Quadratín
La Agencia Mexicana de Información y Análisis Quadratín, conocida simplemente como Quadratín, es una agencia de noticias mexicana y uno de los principales periódicos digitales de México. Sus oficinas centrales se encuentran ubicadas en la ciudad de Morelia, la capital del estado de Michoacán. Fue fundado el 14 de enero del año 2002 por el periodista y empresario mexicano Francisco García Davish. Tiene diversas alianzas con otros diarios y medios de comunicación nacionales como El Universal, Excélsior, Milenio, El Financiero, La Jornada, La Crónica de Hoy, Televisa y Grupo Fórmula, y con agencia de información internacionales como la estadounidense AP, la británica Reuters, la china Xinhua, la francesa AFP, la española EFE y la qatarí Al Jazeera. Además del estado de Michoacán, también cuenta con presencia y representación propia en otras 15 de las 32 entidades federativas de la república mexicana, específicamente en la Ciudad de México, Jalisco, el Estado de México, Veracruz, San Luis Potosí, Hidalgo, Querétaro, Morelos, Colima, Tlaxcala, Chiapas, Guerrero, Oaxaca, Quintana Roo y Yucatán, cada uno de los cuales cuenta con su respectivo sitio web y que en su conjunto suman más de 5 millones 500 mil visitas únicas al mes según Google Analytics.